# Gran Premio del Penya Rhin 1950
Il Gran Premio del Penya Rhin 1950 è stata una gara extra-campionato di Formula 1 tenutasi il 29 ottobre 1950 sul Circuito di Pedralbes a Barcellona, in Spagna.
La gara, disputatasi su un totale di 50 giri, è stata vinta da Alberto Ascari su Ferrari 375.

## Gara

### Resoconto
La gara fu funestata da un tagico incidente avvenuto al 3º giro, Franco Rol perde il controllo della sua Maserati 4CLT/48 e finisce in mezzo alla folla. Il bilancio è di 2 morti e 9 feriti mentre il pilota rimane illeso.

### Risultati
| Pos | Nr | Pilota                | Vettura           | Giri | Tempo/Ritiro       |
| --- | -- | --------------------- | ----------------- | ---- | ------------------ |
| 1   |    | Alberto Ascari        | Ferrari 375       | 50   | 2h05'14.8          |
| 2   |    | Dorino Serafini       | Ferrari 375       | 50   | + 41.4             |
| 3   |    | Piero Taruffi         | Ferrari 340       | 48   | + 2 giri           |
| 4   |    | Philippe Étancelin    | Talbot-Lago T26C  | 47   | + 3 giri           |
| 5   |    | Toulo de Graffenried  | Maserati 4CLT/48  | 47   | + 3 giri           |
| 6   |    | Yves Giraud-Cabantous | Talbot-Lago T26C  | 46   | + 4 giri           |
| 7   |    | Georges Grignard      | Talbot-Lago T26C  | 46   | + 4 giri           |
| NC  |    | Henri Louveau         | Talbot-Lago T26C  | 43   |                    |
| NC  |    | David Murray          | Maserati 4CLT/48  | 43   |                    |
| NC  |    | Juan Jover            | Maserati Milano   | 36   |                    |
| Rit |    | Robert Manzon         | Simca-Gordini T15 | 34   | Trasmissione       |
| Rit |    | Peter Walker          | BRM P15           | 33   | Tubo olio          |
| Rit |    | André Simon           | Simca-Gordini T15 | 31   | Trasmissione       |
| Rit |    | Francisco Godia-Sales | Maserati 4CLT/50  | 27   | Motore             |
| Rit |    | Louis Chiron          | Maserati 4CLT/48  | 19   | Trasmissione       |
| Rit |    | Johnny Claes          | Talbot-Lago T26C  | 14   |                    |
| Rit |    | Louis Rosier          | Talbot-Lago T26C  | 10   | Incidente          |
| Rit |    | Prince Bira           | Maserati 4CLT/48  | 10   | Perdita d'olio     |
| Rit |    | Maurice Trintignant   | Simca-Gordini T15 | 10   | Trasmissione       |
| Rit |    | Luigi Chinetti        | Ferrari 125       | 5    | Iniezione          |
| Rit |    | Franco Rol            | Maserati 4CLT/48  | 3    | Incidente          |
| Rit |    | Reg Parnell           | BRM P15           | 2    | Compressore        |
| NA  |    | Luigi Villoresi       | Ferrari 125       |      | Pilota Infortunato |